# William E. Leuchtenburg
William Edward Leuchtenburg (* 28. September 1922 in New York City, New York; † 28. Januar 2025 in Chapel Hill, North Carolina) war ein US-amerikanischer Historiker und Hochschullehrer.

## Leben
William Leuchtenburg studierte an der Cornell University und promovierte an der Columbia University. Dort lehrte er nach kurzer Tätigkeit am Smith College, der New York University sowie der Harvard University für dreißig Jahre und hatte den DeWitt-Clinton-Lehrstuhl inne. Leuchtenburg war von 1982 an für zehn Jahre bis zu seiner Emeritierung William-Rand-Kenan-Jr.-Professor der University of North Carolina. Seine Themengebiete waren zum einen die Geschichte der amerikanischen Präsidenten. Im Besonderen publizierte er zu Franklin Delano Roosevelt sowie zum anderen die Verfassungsgerichtsbarkeitsgeschichte.
Leuchtenburg war Mitglied bei der Organization of American Historians und der Society of American Historians (SAH). 1964 zeichnete ihn letztere für sein Buch „Franklin Delano Roosevelt and the New Deal, 1932–1940“ mit dem Francis Parkman Prize aus. Mit diesem gewann er zudem den Bancroft Prize der Columbia University. 1977 wurde er zum Mitglied der American Academy of Arts and Sciences gewählt.
Leuchtenburg war von 1978 bis 1981 der Präsident der SAH. Im Term 1985/1986 war er Präsident der Organization of American Historians. 1991 wurde er für zwölf Monate der Präsident der American Historical Association (AHA).
Leuchtenburg war ab 1984 mit Jean Anne Williams verheiratet und hatte aus einer früheren Ehe drei Kinder. Er lebte in Chapel Hill.
Neben seiner universitären Lehr- und Forschungstätigkeit war Leuchtenburg auch ein aktiver Teilnehmer am politischen Geschehen, so demonstrierte er 1965 gemeinsam mit Martin Luther King Jr. in Selma. Außerdem analysierte er für die NBC den Ausgang von Präsidentschaftswahlen und kommentierte für verschiedene Sender die Inauguration von US-Präsidenten. Leuchtenburg hielt Vorträge im Kapitol, im Supreme Court sowie im Französischen Senat. Leuchtenburg hielt 1977 beim Silbernen Thronjubiläum von Elisabeth II. die Eröffnungsrede. William E. Leuchtenburg starb am 28. Januar 2025 im Alter von 102 Jahren in Chapel Hill, North Carolina.

## Ehrungen
Leuchtenburg wurde die Ehre zuteil, die Zitate Roosevelts für das Franklin Delano Roosevelt Memorial in Washington, D.C. auszuwählen.
2007 wurde Leuchtenburg der North Carolina Award, die höchste Auszeichnung des Staates North Carolina für Zivilisten, im Bereich der Literatur verliehen. 2008 erhielt er von der SAH den neuvergebenen Arthur M. Schlesinger Jr. Award for Distinguished Writing in American History of Enduring Public Significance.

## Werk (Auswahl)
- Flood Control Politics – The Connecticut River Valley Problem, 1927–1950. Cambridge 1953.
- Franklin D. Roosevelt and the New Deal 1932–1940. New York 1963.
- The Perils of Prosperity, 1914–32. Chicago 1964.
- A Troubled Feast – American Society Since 1945. Boston 1973.
- Britain and the United States - Four Views to Mark the Silver Jubilee. London 1979. ISBN 0-435-32527-2.
- In the Shadow of FDR – From Harry Truman to Ronald Reagan. Ithaca, NY u. a. 1983. ISBN 0-8014-1387-7.
- The 1984 Election in Historical Perspective. Waco, Tex. 1986. ISBN 0-918954-45-2.
- The Supreme Court Reborn – The Constitutional Revolution in the Age of Roosevelt. New York u. a. 1995. ISBN 0-19-508613-9.
- The FDR years – On Roosevelt and His Legacy. New York 1995. ISBN 0-231-08298-3.
- The White House Looks South – Franklin D. Roosevelt, Harry S. Truman, Lyndon B. Johnson. Baton Rouge 2005. ISBN 0-8071-3079-6.
- In the Shadow of FDR – From Harry Truman to Barack Obama. 4., überarbeitete Auflage, Ithaca, NY u. a. 2009. ISBN 978-0-8014-4855-3.
- Herbert Hoover. New York 2009. ISBN 978-0-8050-6958-7.